# 1947 w nauce

## Nauki przyrodnicze i ścisłe

### Astronomia
- Walter Sydney Adams – Nagroda Henry Norris Russell Lectureship przyznawana przez American Astronomical Society

## Nagrody Nobla
- Fizyka – Edward Victor Appleton
- Chemia – Robert Robinson
- Medycyna – Carl Ferdinand Cori, Gerty Cori, Bernardo Houssay